# مولازو
مولازو، (بالإنجليزية: Mulazzo)‏،
هي (بلدية) في مقاطعة ماسا كرارا، في توسكانا الإيطالية، وتقع على بعد حوالي 120 كيلومترا (75 ميل) شمال غرب فلورنسا، وحوالي 35 كيلومترا (22 ميل) شمال غرب ماسا.

## السكان
في سنة 1861 بلغ عدد السكان 4٬524 نسمة، وتطور العدد ليصل في سنة 2011 لـ 2٬566 نسمة.
يظهر هذا المخطط البياني تطور النمو السكاني لـ مولازو